# Jakub Epstein

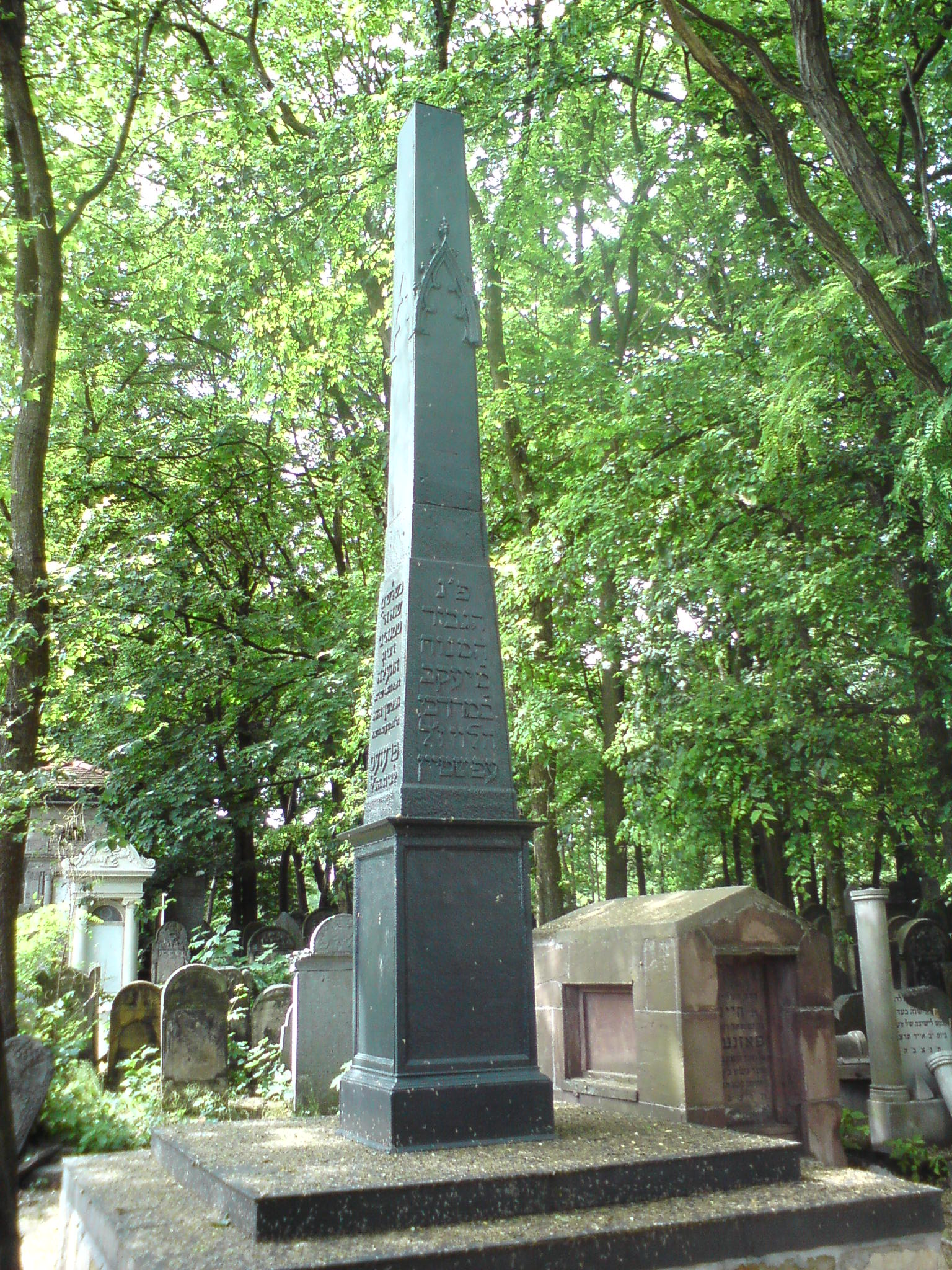
Grób Jakuba Epsteina na cmentarzu żydowskim w Warszawie

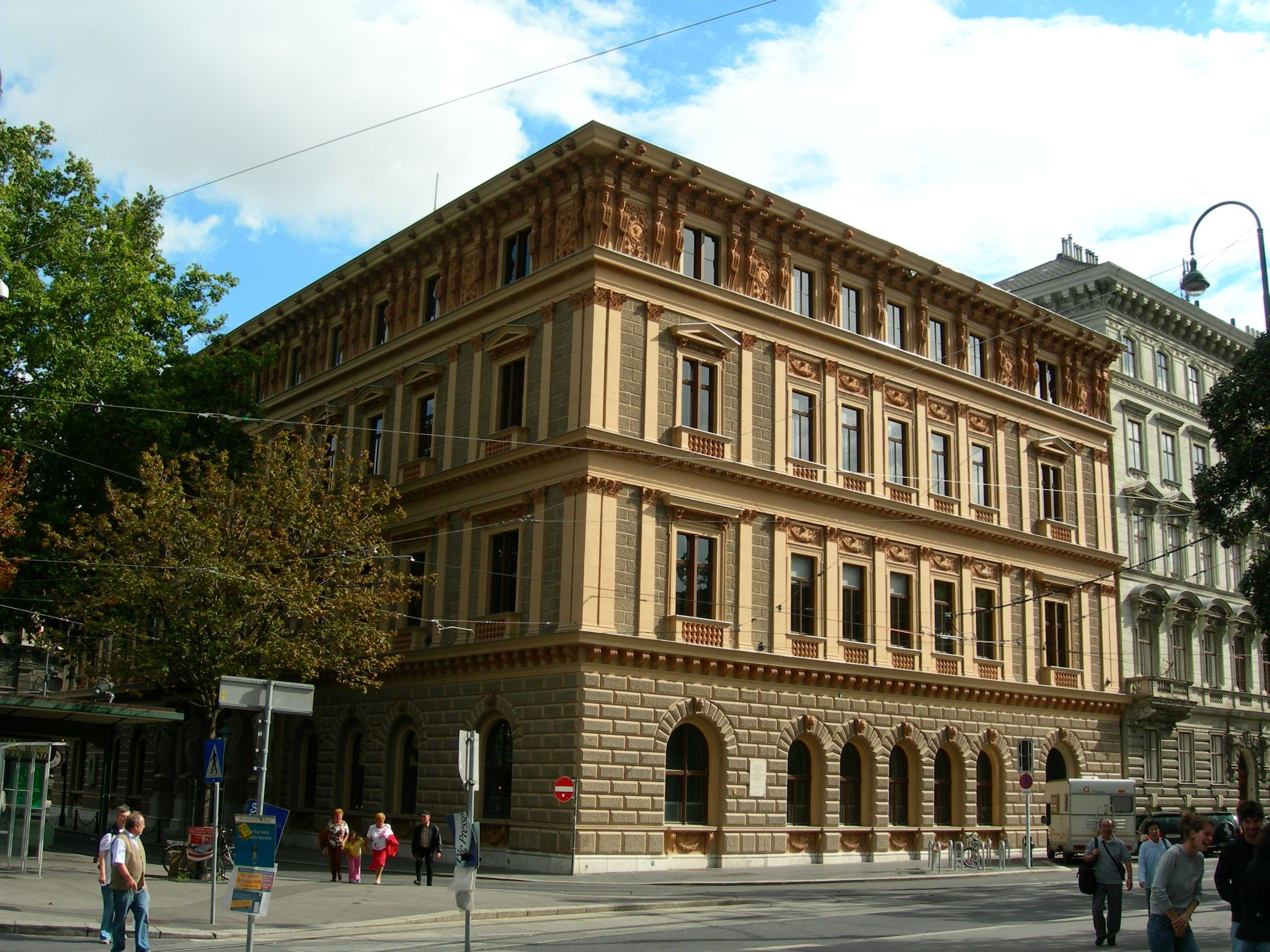
Pałac Epsteinów w Wiedniu

Jakub Epstein (ur. 1771 w Pilicy, zm. 16 sierpnia 1843 w Warszawie) – polski kupiec i filantrop narodowości żydowskiej, wolnomularz.

## Życiorys
Bardzo rozgałęziona rodzina Epsteinów pochodziła pierwotnie z miejscowości Ebstein w powiecie Judenburg w Styrii i należała do rodu Lewitów. Wydała wielu sławnych rabinów i znawców Starego Testamentu, pierwszym zanotowanym w historii członkiem rodziny był Rabbi Nathan Halevi Epstein (XIV wiek).
Mazowiecka gałąź rodziny, z której pochodził Jakub, osiadła od paru pokoleń w Pilicy, gdzie posiadała wytwórnię świec łojowych. Jakub przeniósł się do stolicy ok. 1786. Początkowo trudnił się wytwarzaniem świec, ale wkrótce znalazł bardziej intratne zajęcie jako dostawca wojskowy. W roku 1794 zgłosił akces do insurekcji kościuszkowskiej i walczył jako oficer wojsk polskich w paru potyczkach. Po III rozbiorze powrócił do dawnego zajęcia jako liwerant wojskowy, tym razem dla armii pruskiej. Jednocześnie był czynnym członkiem gminy starozakonnych w Warszawie: dzięki jego staraniom, zbieraniu składek i hojnym darom z własnej kieszeni otwarto w 1800 r. Szpital Wyznania Mojżeszowego w stolicy, gdzie Jakub działał przez wiele lat jako członek Rady Opiekuńczej. Był także jednym z głównych inicjatorów budowy tzw. Starej Niemieckiej Synagogi na ul. Daniłowiczowskiej w Warszawie, którą wystawiono w 1802 r. Po wycofaniu wojsk pruskich z Warszawy Epstein działał nadal jako liwerant, tym razem dla armii Księstwa Warszawskiego i później Królestwa Kongresowego i rosyjskiej, co powiększyło majątek rodzinny i umożliwiło dwóm z jego synów otwarcie własnych banków.
Szalenie hojny dla ubogich, Epstein wspierał wszystkich proszących o pomoc, bez różnicy wyznania. Epstein był także aktywnym wolnomularzem, członkiem lóż Rycerze Gwiazdy i Bracia Zjednoczeni.
Jakub Epstein został pochowany na cmentarzu żydowskim przy ulicy Okopowej w Warszawie (kwatera 1, rząd 6). Okazały grobowiec zachował się do dziś dnia.
Żonaty z Henriettą z Glicksonów (1780-1849), miał czterech synów, Adama, Hermana, Jana i Józefa, którzy odegrali ważną rolę w życiu ekonomicznym Kongresówki. Miał także córkę Wilhelminę (1808-1872). Spośród synów tylko Jan przeszedł na chrześcijaństwo, natomiast wiarę przodków porzucili wszyscy wnukowie, przyjmując chrzest.
Potomkiem jego z linii Jana był najprawdopodobniej francuski reżyser filmowy (z zawodu lekarz), Jean Epstein (ur. 1897, Warszawa – zm. 1953, Paryż), z którym współpracowała siostra Maria (ur. 1899 w Warszawie), autorka scenariuszy filmowych.
Austriacko-czeska gałąź rodziny odegrała wielką rolę w bankowości Austro-Węgier i posiadała wystawiony w 1869 przez bankiera i przemysłowca Gustawa von Epsteina okazały pałac przy głównej arterii Wiednia, Ringstrasse 1 – 3. Dziś w salach parterowych pałacu mieści się stała wystawa o historii rodu Epsteinów, reszta pomieszczeń jest użytkowana przez parlament austriacki.